# Premis Oscar de 1973
Els Premis Oscar de 1973 (en anglès: 46th Academy Awards) foren presentats el 2 d'abril de 1974 en una cerimònia realitzada al Dorothy Chandler Pavilion de Los Angeles.
En aquesta edició actuaren de presentadors John Huston, Diana Ross, Burt Reynolds i David Niven.

## Curiositats
Les pel·lícules més nominades de la nit foren El cop de George Roy Hill i L'exorcista de William Friedkin, cadascuna amb deu nominacions. La gran guanyadora de la nit fou El cop, que s'endugué set premis, entre ells millor pel·lícula, director i guió original. Per la seva banda L'exorcista s'endugué dos premis, el de millor guió adaptat i millor so. Amb la victòria d'El cop com a millor pel·lícula Julia Phillips es convertí en la primera dona a aconseguir el premi com a productora en aquesta categoria.
L'actriu Katharine Hepburn feu la seva única aparició en una cerimònia dels Premis Oscar en aquesta edició per entregar el premi Irving G. Thalberg al seu amic Lawrence Weingarten. Aquesta fou l'última aparició pública de Susan Hayward, que morí l'any següent de càncer cerebral.
Mentre David Niven introduïa Elizabeth Taylor per presentar aquesta el premi a millor pel·lícula, un home despullat va sortir a l'escenari davant l'atònita mirada de l'actor britànic. Durant la cerimònia el tribut in memoriam als morts de la indústria cinematogràfica en aquesta edició es reté a una única persona, el productor Samuel Goldwyn, que morí tres mesos abans de la cerimònia.
Amb la seva victòria com a millor actriu secundària, Tatum O'Neal es convertí en l'actriu de menor edat en aconseguir un oscar competitiu als 10 anys. Marvin Hamlisch es convertí en el segon membre de la indústria cinematogràfica en aconseguir tres premis Oscar en una mateixa nit amb les seves victòries per la música de El cop (música adaptada) i The Way We Were (música original i cançó) després de Billy Wilder el 1961 per L'apartament (pel·lícula, director i guió).

## Premis
| Millor pel·lícula | Millor direcció |
| --- | --- |
| - El cop (Tony Bill, Julia Phillips i Michael Phillips per Universal Pictures) - American Graffiti (Francis Ford Coppola i Gary Kurtz per Lucasfilm, Coppola Company i Universal Pictures) - Crits i murmuris (Ingmar Bergman per Svensk Filmindustri) - L'exorcista (William Peter Blatty per Warner Bros.) - A Touch of Class (Melvin Frank per Brut Productions) | - George Roy Hill per El cop - George Lucas per American Graffiti - Ingmar Bergman per Crits i murmuris - William Friedkin per L'exorcista - Bernardo Bertolucci per L'últim tango a París |
| Millor actor | Millor actriu |
| - Jack Lemmon per Save the Tiger com a Harry Stoner - Marlon Brando per L'últim tango a París com a Paul - Jack Nicholson per The Last Detail com a Billy "Badass" Buddusky - Al Pacino per Serpico com a Frank Serpico - Robert Redford per El cop com a Johnny Hooker | - Glenda Jackson per A Touch of Class com a Vicki Allessio - Ellen Burstyn per L'exorcista com a Chris MacNeil - Marsha Mason per Cinderella Liberty com a Maggie Paul - Barbra Streisand per The Way We Were com a Katie Morosky - Joanne Woodward per Summer Wishes, Winter Dreams com a Rita Pritchett-Walden                     |
| Millor actor secundari | Millor actriu secundària |
| - John Houseman per The Paper Chase com a Professor Charles W. Kingsfield, Jr. - Vincent Gardenia per Bang the Drum Slowly com a Dutch - Jack Gilford per Save the Tiger com a Phil - Jason Miller per L'exorcista com a Pare Damien Karras - Randy Quaid per The Last Detail com a Larry Meadows | - Tatum O'Neal per Lluna de paper com a Addie Loggins - Linda Blair per L'exorcista com a Regan MacNeil - Candy Clark per American Graffiti com a Debbie Dunham - Madeline Kahn per Lluna de paper com a Trixie Delight - Sylvia Sidney per Summer Wishes, Winter Dreams com a Mrs. Pritchett                                        |
| Millor guió original | Millor guió adaptat |
| - David S. Ward per El cop - George Lucas, Gloria Katz i Willard Huyck per American Graffiti - Ingmar Bergman per Crits i murmuris - Steve Shagan per Save the Tiger - Melvin Frank i Jack Rose per A Touch of Class | - William Peter Blatty per L'exorcista (sobre hist. pròpia) - Robert Towne per The Last Detail (sobre hist. Darryl Ponicsan) - Alvin Sargent per Lluna de paper (sobre hist. Joe David Brown) - James Bridges per The Paper Chase (sobre hist. Jhon Jay Osborn jr) - Waldo Salt i Norman Wexler per Serpico (sobre hist. Peter Maas) |
| Millor pel·lícula de parla no anglesa | |
| - La nit americana de François Truffaut (França) - La casa del carrer Chelouche de Moshé Mizrahi (Israel) - Der Fußgänger de Maximilian Schell (RFA) - L'Invitation de Claude Goretta (Suïssa) - Turks fruit de Paul Verhoeven (Països Baixos) | |
| Millor banda sonora (dramàtica) | Millor banda sonora - Cançons o adaptació |
| - Marvin Hamlisch per The Way We Were - John Williams per Cinderella Liberty - Georges Delerue per The Day of the Dolphin - Jerry Goldsmith per Papillon - John Cameron per A Touch of Class | - Marvin Hamlisch (adaptació) per El cop - André Previn, Herbert W. Spencer i Andrew Lloyd Webber (adaptació) per Jesucrist superstar - Richard M. Sherman i Robert B. Sherman (cançons); John Williams (adaptació) per Tom Sawyer                                                                                                   |
| Millor cançó original | Millor fotografia |
| - Marvin Hamlisch (música); Alan i Marilyn Bergman (lletra) per The Way We Were ("The Way We Were") - John Williams (música); Paul Williams (lletra) per Cinderella Liberty ("(You're So) Nice to Be Around") - George Bruns (música); Floyd Huddleston (lletra) per Robin Hood ("Love") - George Barrie (música); Sammy Cahn (lletra) per A Touch of Class per ("All That Love Went to Waste") - Paul McCartney (música); Paul McCartney i Linda McCartney (lletra) per Viu i deixa morir ("Live and Let Die") | - Sven Nykvist per Crits i murmuris - Robert L. Surtees per El cop - Owen Roizman per L'exorcista - Jack Couffer per Jonathan Livingston Seagull - Harry Stradling Jr. per The Way We Were |
| Millor direcció artística | Millor vestuari |
| - Henry Bumstead i James W. Payne per El cop - Bill Malley i Jerry Wunderlich per L'exorcista - Lorenzo Mongiardino, Gianni Quaranta i Carmelo Patrono per Fratello Sole, Sorella Luna - Philip Jefferies i Robert de Vestel per Tom Sawyer - Stephen Grimes i William Kiernan per The Way We Were | - Edith Head per El cop - Marik Vos per Crits i murmuris - Piero Tosi per Ludwig - Don Feld per Tom Sawyer - Dorothy Jeakins i Moss Mabry per The Way We Were |
| Millor muntatge | Millor so |
| - William H. Reynolds per El cop - Verna Fields i Marcia Lucas per American Graffiti - Jordan Leondopoulos, Bud Smith, Evan Lottman i Norman Gay per L'exorcista - Frank P. Keller i James Galloway per Jonathan Livingston Seagull - Ralph Kemplen per Xacal | - Robert Knudson i Christopher Newman per L'exorcista - Ronald Pierce i Robert R. Bertrand per El cop - Richard Portman i Larry Jost per The Day of the Dolphin - Richard Portman i Les Fresholtz per Lluna de paper - Donald O. Mitchell i Larry Jost per The Paper Chase                                                           |
| Millor documental | Millor curtmetratge documental |
| - The Great American Cowboy de Kieth Merrill - Always a New Beginning de John D. Goodell - Journey to the Outer Limits d'Alexander Grasshoff - Schlacht um Berlin de Bengt von zur Mühlen - Walls of Fire de Gertrude Ross Marks i Edmund Penney | - Princeton: A Search for Answers de Julian Krainin i DeWitt L. Sage, Jr. - Background de Carmen D'Avino - Christo's Valley Curtain d'Albert Maysles i David Maysles - Four Stones for Kanemitsu de Terry Sanders i June Wayne - Paisti ag obair de Louis Marcus                                                                     |
| Millor curtmetratge | Millor curtmetratge d'animació |
| - The Bolero d'Allan Miller i William Fertik - Clockmaker de Richard Gayer - Life Times Nine de Pen Densham i John Watson | - Frank Film de Frank Mouris - The Legend of John Henry de Nick Bosustow i David Adams - Pulcinella d'Emanuele Luzzati i Giulio Gianini |

## Premis Honorífics

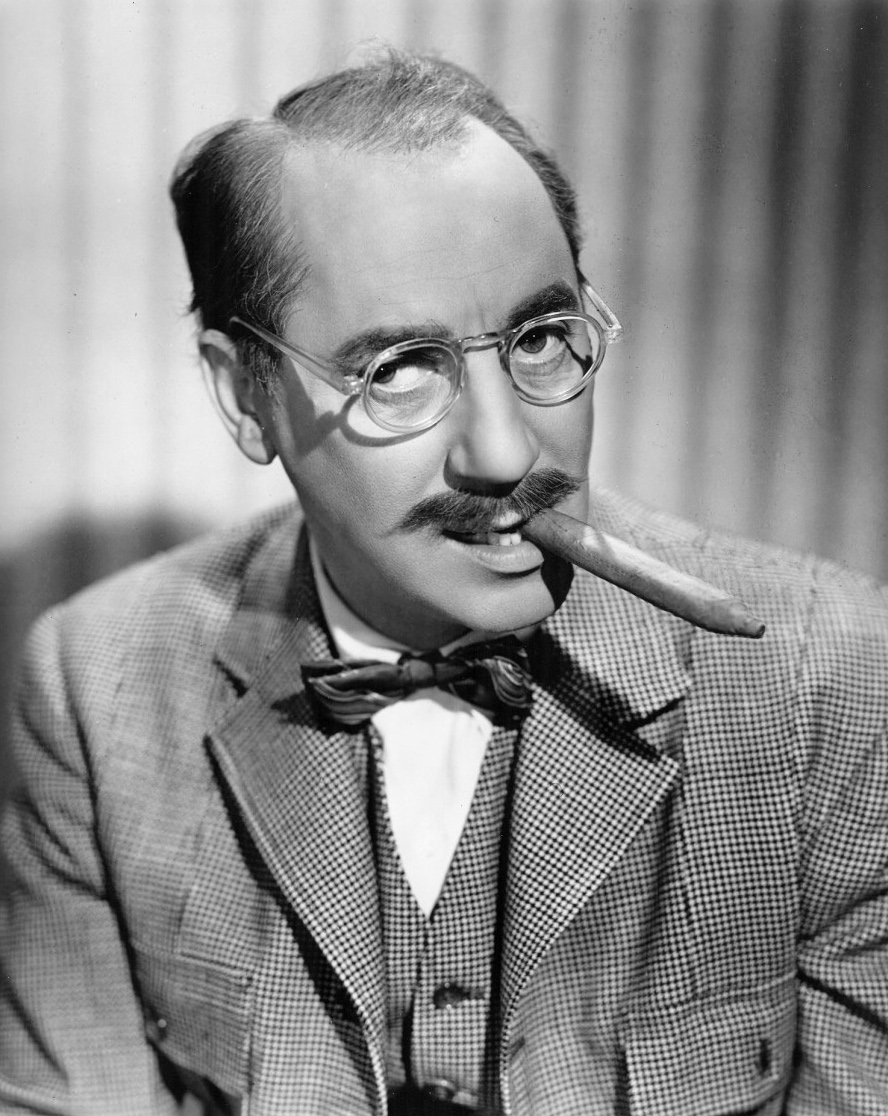
Groucho Marx cap al 1940

- Groucho Marx - en reconeixement de la seva brillant creativitat per a les obres dels Germans Marx en l'art del cinema comic. [estatueta]
- Henri Langlois - per la seva dedicació a l'art del cinema, les seves contribucions conservant el seu passat i la seva fe inconcussa en el seu futur. [estatueta]

## Premi Irving G. Thalberg
- Lawrence Weingarten

## Premi Humanitari Jean Hersholt
- Lew Wasserman

## Presentadors
| Nom                              |                                                |
| -------------------------------- | ---------------------------------------------- |
| Hank Simms                       | Anunciador dels premis                         |
| Walter Mirisch (president AMPAS) | Obertura i benvinguda                          |
| Linda Blair Billy Dee Williams   | Millors curtmetratges                          |
| James Caan Raquel Welch          | Millors documentals                            |
| Jack Valenti                     | Premi Honorífic a Henri Langlois               |
| Candice Bergen Marcel Marceau    | Millor so                                      |
| Richard Benjamin Paula Prentiss  | Millor muntatge                                |
| Alfred Hitchcock                 | Premi Humanitari Jean Hersholt a Lew Wasserman |
| Sylvia Sidney Paul Winfield      | Millor direcció artística                      |
| Peter Falk Twiggy                | Millor vestuari                                |
| Peter Lawford Cicely Tyson       | Millor fotografia                              |
| Yul Brynner                      | Millor pel·lícula de parla no anglesa          |
| Donald O'Connor Debbie Reynolds  | Millor música adaptada                         |
| Cher Henry Mancini               | Millor música original                         |
| Marsha Mason Neil Simon          | Millor guió original                           |
| Angie Dickinson Jason Miller     | Millor guió adaptat                            |
| Ann-Margret Burt Bacharach       | Millor cançó                                   |
| Ernest Borgnine Cybill Shepherd  | Millor actor secundari                         |
| Charles Bronson Jill Ireland     | Millor actriu secundària                       |
| Shirley MacLaine Walter Matthau  | Millor director                                |
| Katharine Hepburn                | Premi Irving G. Thalberg                       |
| Jack Lemmon                      | Premi Honorífic a Groucho Marx                 |
| Susan Hayward Charlton Heston    | Millor actriu                                  |
| Liza Minnelli Gregory Peck       | Millor actor                                   |
| Elizabeth Taylor                 | Millor pel·lícula                              |

### Actuacions
| Nom                          | Paper                        | Peça                                                                       |
| ---------------------------- | ---------------------------- | -------------------------------------------------------------------------- |
| Henry Mancini                | Arranjador musical Conductor | Orquestra                                                                  |
| Liza Minnelli                | Interpreta                   | "Oscar"                                                                    |
| Cor de l'Acadèmia            | Interpreta                   | "Thank You Very Much" de Scrooge durant el muntatge dels 45 anys de Premis |
| Dyan Cannon                  | Interpreta                   | "All the Love That Went to Waste" de A Touch of Class                      |
| Connie Stevens               | Interpreta                   | "Live and Let Die" de Viu i deixa morir                                    |
| Jodie Foster Johnny Whitaker | Interpreta                   | "Love" de Robin Hood                                                       |
| Peggy Lee                    | Interpreta                   | "The Way We Were" de The Way We Were                                       |
| Telly Savalas                | Interpreta                   | "You're So Nice to Be Around" de Cinderella Liberty                        |
| Academy Awards Orchestra     | Interpreta                   | “Hooray for Hollywood” durant els crèdits final                            |

## Múltiples nominacions i premis
| Les següents pel·lícules van rebre diverses nominacions: - 10 nominacions: El cop i L'exorcista - 6 nominacions: The Way We Were - 5 nominacions: American Graffiti, Crits i murmuris i A Touch of Class - 4 nominacions: Lluna de paper - 3 nominacions: Cinderella Liberty, The Last Detail, Paper Chase, Save the Tiger i Tom Sawyer - 2 nominations: The Day of the Dolphin, Jonathan Livingston Seagull, L'últim tango a París, Serpico i Summer Wishes, Winter Dreams | Les següents pel·lícules van rebre més d'un premi: - 7 premis: El cop - 2 premis: L'exorcista i The Way We Were |